# Джольфино, Никколо
Никколо Джольфино (итал. Niccolò Giolfino), или Никола Джольфино (итал. Nicola Giolfino; 1476, Верона, Венецианская республика — между маем и июнем 1555, там же) — итальянский живописец, писавший картины в стиле ренессанса и маньеризма.

## Биография

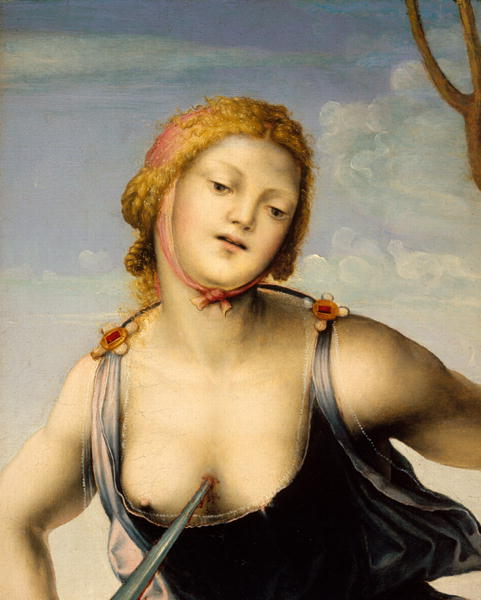
«Лукреция» (1515 / 1518). Доска, темпера. 41 х 33 см. Алленский мемориальный музей искусств

Родился в 1476 году в Вероне в семье художников, переехавших из Пьяченцы в начале XV века. Обучался живописи в мастерской Либерале да Верона. Влияние учителя заметно в элементах готического стиля в ранних работах живописца. По утверждению некоторых исследователей, он долгое время дружил с Андреа Мантенья, чьё творчество также оказало влияние на его индивидуальный почерк.
В своих полотнах Джольфино демонстрировал капризный и сложный характер. Однако с художественной точки зрения, он не выходил за рамки местной живописной традиции, хотя и вдохновлялся произведениями германской живописной школы своего времени.
Среди наиболее значительных произведений художника в ранний период творчества исследователи отмечают картины «Сошествие Святого Духа» 1518 года в церкви Сант’Анастазио в Вероне и «Мадонну с приором Кальяри» в музее Кастельвеккио также в Вероне. В них игра с формой граничит с одержимостью структурным языком и оригинальной и креативной театральностью.
В картинах Джольфино 1520-х годов заметно влияние Рафаэля. Изменив композиционный ритм, он ослабил напряжение, присущее его предыдущим работам. К произведениям этого периода относятся «Мадонна со святыми», которая ныне входит в собрание картинной галереи в Берлине, и «Искупитель со святыми Георгием и Эразмом» в церкви Сант’Анастазио в Вероне. В этих полотнах Джольфино также обратился к новым краскам, вдохновленный творчеством Лоренцо Лотто. Влияние последнего заметно и в картинах художника «История святого Франциска» в церкви Сан-Бернардино в Вероне и «Мученичество святой Агаты» в музее Кастельвеккио.
После 1530 года Джольфино начал писать картины в стиле маньеризма. В этом стиле им были написаны «Страсти Христа» для церкви Сан-Бернардино в Вероне. Его «История Ветхого Завета», написанная для церкви Санта-Мария-ин-Органо, стала одной из вершин венецианского маньеризма, благодаря хроматической оригинальности и необузданному воображению живописца. Джольфино умер в родном городе между маем и июнем 1555 года.